# Запис храст код школе (Пањевац)
Запис храст код школе (Пањевац) се налази на парцели чији је власник Основна школа "Стеван Немања".

## Локација
| Општина             | Деспотовац                                                                  |
| Катастарска општина | Пањевац                                                                     |
| Потес               | Село                                                                        |
| Координате          | 44° 07′ 38″ С; 21° 31′ 30″ И / 44.127200000000002° С; 21.525099999999998° И |
| Надморска висина    | 316m                                                                        |

## Карактеристике
Дендрометријске вредности утврђене на терену и сателитским снимцима:
| Стабло                     | Липа |
| Висина стабла              | m    |
| Обим дебла                 | m    |
| Пречник крошње             | 2m   |
| Пречник дебла              | m    |
| Висина дебла до прве гране | m    |

## База записа
Запис је у оквиру Викимедија пројекта "Запис - Свето дрво" заведен под редним бројем 0420.